# 響レミ
響 レミ（ひびき レミ、1997年11月11日 - ）は、日本のAV女優。Diaz Group所属。2022年11月、ロビン（ろびん、1998年8月8日 - ）に改名、事務所もアトラクティブに移籍。

## 略歴
神奈川県出身。
2018年6月にE-BODY専属でAVデビュー。
趣味・特技は運動、運転、食べる事、歌う事、美容、新宿で飲食、化粧。

## 作品

### アダルトDVD
2018年
- AV史上1番潮吹く素人!!現役歯科衛生士（Fcup）響レミさん E-BODY専属デビュー（6月13日、E-BODY）
- 嫁の連れ子がGcup 響レミ（9月28日、宇宙企画）
- ガチナンパ 夏休み! 浮かれた女子大生 福岡・金沢・奈良・静岡・岡山から上京 オマ○コを限界ピストンでイかせまくれ! 合計15発射（11月15日、ナンパーズ）

### ネット配信
2018年
- ■圧倒的存在感を放つFカップ美巨乳｢久々だからすごい感じちゃう…｣ ■＜彼氏の依頼でNTR＞ ※ぐうかわ猫目のセクシーJD※年上彼氏に振り回されて激おこ※SEXレスで性欲爆発寸前!? ※果実のようなピンク乳首の食べごろF乳※丸々としたムッチリ美尻 ※ソフトタッチだけでトロトロNTR準備即完了! ※いやらしく舐めあげて喉奥まで咥え込むしゃぶり尽くしフェラチオ ※欲求不満ボディで感じまくる超ド敏感マジイキSEX!! すみれ 22歳 大学4年生（7月16日、プレステージプレミアム）
- 【素人妻、生中ナンパ!】 夫婦仲円満の勝ち組セレブ人妻! 旦那の留守中に他人棒で生ハメセックス! 喘ぎ声鳴りやまぬハードセックスに連続絶頂腰砕け♪：ナンパ難易度最高レベル! “ガードが固い清楚な素人妻“、攻略します。 レミさん 27歳 結婚1年目の主婦（7月29日、プレステージプレミアム）
- ムチプリ肉厚極上尻コキ!!（8月9日、DOC）

### イメージDVD
- ポチくりっく 小島ひなこ（2018年8月31日、スパイスビジュアル）

## 出演

### インターネット番組
- トイズハートプレゼンツ「ハートの部屋（仮）」（2018年7月5日、ニコニコ生放送）＊第36回ゲスト[3][4][5]

### インタビュー
- 【E-BODYからデビュー　新人AV女優・響レミ】「昔は飛ばし屋でした（笑）車もマニュアルで」「オナニーは枝豆みたいなクッションでしてました。ちょうどいいところに当たるんです、枝豆が（笑）」前編（2018年7月27日、デラべっぴんR）[6]
- 【【E-BODYからデビュー　新人AV女優・響レミ】「学生のときは6時間ぐらいSEXしてそのあと遊園地に遊びにいきました」「この前、電マでオナニーしていて、3時間ぐらいで25回イッちゃいました」後編（2018年7月28日、デラべっぴんR）[7]